# Весняний наступ (1918)
Весняний наступ (1918) або Битва кайзера (нім. Kaiserschlacht) та Наступ Людендорфа (англ. Ludendorff Offensive) (21 березня — 18 липня 1918) — остання серія масштабних наступальних операцій німецької армії проти військ союзників, що тривала протягом 5-ти місяців наприкінці Першої світової війни на Західному фронті.

## Історія
21 березня 1918 року потужною артилерійською підготовкою, яка тривала протягом 5 годин, розпочалася стратегічна наступальна операція німецької армії під кодовою назвою «Міхаель» під проводом відомого генерал-полковника Еріха Людендорфа. Вперше після підписання Берестейського миру, Німеччина позбавилася дилеми ведення війни на два фронти й змогла зняти свої майже 50 дивізій зі Східного фронту і перекинути їх на Західний, отримавши тим самим тимчасову чисельну перевагу над військами Антанти. Німецьке командування розуміло, що це їх єдиний та останній шанс перемогти у Великій війні до зростання потенціалу супротивника. Основною метою задуманої операції визначалося ударом у стик між французькими та британськими військами «скинути» останніх у море та, таким чином, вивести Велику Британію з війни, що призведе до перемоги над супротивником до прибуття на Європейський континент американських військ.
В цілому протягом 5-х місяців німцями було проведене 4 головних наступальні операції: «Міхаель», «Джорджетт», «Блюхер-Йорк» та «Гнейзенау». Операція «Міхаель» була головною в загальному замислі на наступ німецького командування. Напрямок головного удару припадав на стик союзних військ, де потужним ударом німці намагалися прорватися через оборонні лінії союзників, обійти британські війська, які тримали фронт від річки Сомми до Ла-Маншу і перемогти британську армію. Після того, як це буде досягнуто, німці сподівалася, що французи будуть благати про умови перемир'я. Інші наступальні операції здійснювалися на другорядних напрямках й мали за мету відволікти війська союзників від головного наступу на річці Соммі.

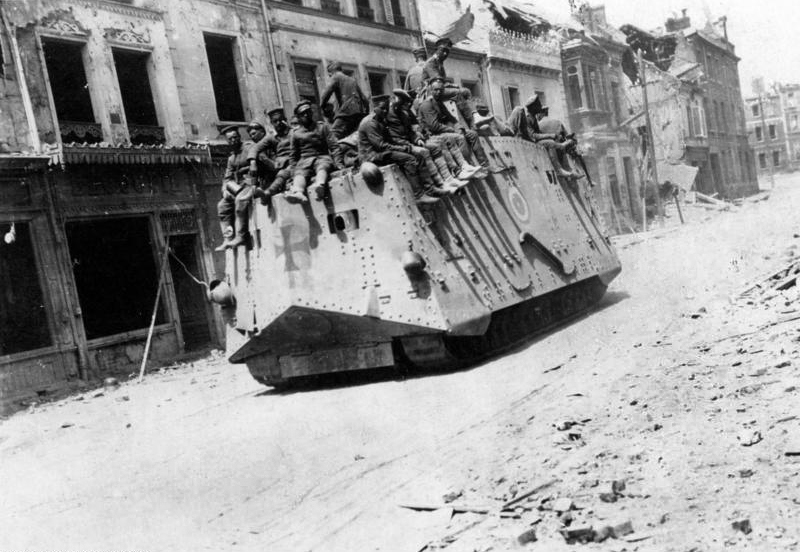
Німецький танк A7V на вулиці французького містечка Руа. 21 березня 1918

Вперше в історії німецькі війська застосували у великих масштабах нову тактику наступальних дій — так звану «тактику інфільтрації». Спеціальні штурмові групи підготовлених та відповідно оснащених солдатів, «штурмовиків», після інтенсивної артилерійської підготовки атаки, проривалися вглиб оборонних позицій супротивника. В разі зустрічі активного опору німці не втягувались в запеклі сутички, а просто обходили такі осередки оборони та продовжували стрімке просування вперед. Хоча така тактика дій не була чимось абсолютно новим за часів світової війни, проте, масштаби, організованість та чітка взаємодія між різними родами та видами військ дозволили німецьким формуванням відносно легко прорвати начебто надпотужну оборонну систему союзних військ та продовжувати наступ.
Характерною рисою даного наступу було те, що німці не визначали чітких цілей, об'єктів чи рубежів, які мали опанувати в ході наступу. Об'єкти наступу постійно змінювалися відповідно до тактичної обстановки. Німецьке командування пильно спостерігало за результатами дій своїх військ й, не гаючи часу, здійснювало маневрування силами та засобами, у тому числі артилерією, на ті ділянки наступу, де намічався найбільший успіх.
Водночас, первісний успіх застосування такої тактики мав побічний ефект. Легкоозброєні штурмовики не мали важкої зброї й поступово просуваючись вперед, часто втрачали зв'язок з засобами вогневої підтримки й особливо з системою постачання. Не в змозі тривало вести вогневий бій, без достатньої кількості їжі й боєприпасів, поступово німецький наступ видихався.
Союзники зосереджували свої основні зусилля на утриманні ключових об'єктів, залишаючи більшість території, що була спустошена роками війни, практично без бою та відходячи поступово з рубежу на рубіж.
До кінця квітня 1918 року, небезпека краху фронту та прориву німців у стратегічну глибину оборони союзних військ пройшла. Німецька армія зазнала важких втрат і, повністю виснаживши свої власні сили, опанувала землі, які не мали колосального значення для здобуття вирішальної перемоги у війні, й які неможливо було утримати такими виснаженими формуваннями.
У серпні 1918 року, союзники почали масштабний контрнаступ по всьому Західному фронту, використовуючи нові методи застосування артилерійських і танкових підрозділів та нові підходи до оперативного мистецтва у веденні контрнаступальних дій. За «Сто днів» союзного наступу німці були розгромлені або змушені були відступити з усіх територій, які вони окупували під час Весняного наступу, більш того німецька армія не змогла утримати лінію Гінденбурга й урешті-решт Німецька імперія капітулювала у листопаді цього ж року.